# Сімона Кубова
Сімона Кубова (чеськ. Simona Kubová, 24 серпня 1991) — чеська плавчиня.
Учасниця Олімпійських Ігор 2012, 2016 років.
Призерка Чемпіонату світу з плавання на короткій воді 2012 року.
Призерка Чемпіонату Європи з водних видів спорту 2012 року.
Чемпіонка Європи з плавання на короткій воді 2013 року, призерка 2010, 2011, 2012 років.
Призерка літньої Універсіади 2015 року.